# Abyssianira tasmaniensis
Abyssianira tasmaniensis là một loài chân đều trong họ Paramunnidae. Loài này được Just miêu tả khoa học năm 1990.